# Galatasaray Istanbul/Saison 2025/26
Die Saison 2025/26 von Galatasaray Istanbul ist die 118. Saison in der Vereinsgeschichte und die 68. Saison in der türkischen Liga, der Süper Lig. Zudem nimmt der Klub am türkischen Pokal und an der UEFA Champions League teil.

## Personalien

### Kader
| Nr.                                         | Nat.                   | Name                | Geburtsdatum  | im Verein seit | vorheriger Verein       |
| Torhüter                                    | Torhüter               | Torhüter            | Torhüter      | Torhüter       | Torhüter                |
| ------------------------------------------- | ---------------------- | ------------------- | ------------- | -------------- | ----------------------- |
| 12                                          | Turkei                 | Batuhan Şen         | 3. Feb. 1999  | 2011           | eigene Jugend           |
| 19                                          | Turkei Deutschland     | Günay Güvenç        | 25. Juni 1991 | 2023           | Gaziantep FK            |
| 50                                          | Turkei                 | Jankat Yılmaz       | 16. Aug. 2004 | 2017           | eigene Jugend           |
| 70                                          | Turkei                 | Enes Emre Büyük     | 8. Mai 2006   | 2016           | eigene Jugend           |
| Abwehr                                      |                        |                     |               |                |                         |
| 03                                          | Turkei                 | Metehan Baltacı     | 3. Nov. 2002  | 2021           | eigene Jugend           |
| 04                                          | Senegal Deutschland    | Ismail Jakobs       | 17. Aug. 1999 | 2024           | AS Monaco               |
| 06                                          | Kolumbien              | Davinson Sánchez    | 12. Juni 1996 | 2023           | Tottenham Hotspur       |
| 17                                          | Turkei                 | Eren Elmalı         | 7. Juli 2000  | 2025           | Trabzonspor             |
| 23                                          | Turkei Deutschland     | Kaan Ayhan          | 10. Nov. 1994 | 2023           | US Sassuolo             |
| 24                                          | Danemark               | Elias Jelert        | 12. Juni 2003 | 2024           | FC Kopenhagen           |
| 25                                          | Danemark               | Victor Nelsson      | 14. Okt. 1998 | 2021           | FC Kopenhagen           |
| 26                                          | Kolumbien              | Carlos Cuesta       | 9. März 1999  | 2025           | KRC Genk                |
| 42                                          | Turkei                 | Abdülkerim Bardakcı | 7. Sep. 1994  | 2022           | Konyaspor               |
| 88                                          | Turkei                 | Kazımcan Karataş    | 16. Jan. 2003 | 2022           | Altay Izmir             |
| 91                                          | Turkei                 | Arda Ünyay          | 18. Jan. 2007 | 2025           | MKE Ankaragücü          |
| Mittelfeld                                  |                        |                     |               |                |                         |
| 05                                          | Deutschland Turkei     | Eyüp Aydın          | 2. Aug. 2004  | 2023           | FC Bayern München (II)  |
| 08                                          | Brasilien              | Gabriel Sara        | 26. Juni 1999 | 2024           | Norwich City            |
| 18                                          | Turkei Schweiz         | Berkan Kutlu        | 25. Jan. 1998 | 2021           | Alanyaspor              |
| 33                                          | Turkei Deutschland     | Gökdeniz Gürpüz U19 | 25. Feb. 2006 | 2023           | Borussia Dortmund U19   |
| 34                                          | Uruguay Spanien        | Lucas Torreira      | 11. Feb. 1996 | 2022           | FC Arsenal              |
| 83                                          | Turkei                 | Efe Akman U19       | 20. März 2006 | 2016           | eigene Jugend           |
| 99                                          | Gabun Frankreich       | Mario Lemina        | 1. Sep. 1993  | 2025           | Wolverhampton Wanderers |
| Angriff                                     |                        |                     |               |                |                         |
| 07                                          | Ungarn                 | Roland Sallai       | 22. Mai 1997  | 2024           | SC Freiburg             |
| 09                                          | Argentinien Italien    | Mauro Icardi        | 19. Feb. 1993 | 2022           | Paris Saint-Germain     |
| 10                                          | Deutschland Frankreich | Leroy Sané          | 11. Jan. 1996 | 2025           | FC Bayern München       |
| 11                                          | Turkei                 | Yunus Akgün         | 21. Okt. 1998 | 2018           | eigene Jugend           |
| 21                                          | Turkei Deutschland     | Ahmed Kutucu        | 1. März 2000  | 2025           | Eyüpspor                |
| 22                                          | Italien                | Nicolò Zaniolo      | 2. Juli 1999  | 2023           | AS Rom                  |
| 30                                          | Osterreich             | Yusuf Demir         | 2. Juni 2003  | 2022           | SK Rapid Wien           |
| 45                                          | Nigeria                | Victor Osimhen      | 29. Dez. 1998 | 2024           | SSC Neapel              |
| 53                                          | Turkei                 | Barış Alper Yılmaz  | 23. Mai 2000  | 2021           | Keçiörengücü            |
| Letzte Kaderaktualisierung: 19. August 2025 |                        |                     |               |                |                         |

#### Zu- und Abgänge
| Zugänge | Abgänge |
| Sommerpause | Sommerpause |
| --- | --- |
| - Enes Emre Büyük (eigene Jugend) - Derrick Köhn (Werder Bremen, Leihende) - Victor Nelsson (AS Rom, Leihende) - Leroy Sané (FC Bayern München) - Batuhan Şen (Kocaelispor, Leihende) - Nicolò Zaniolo (AC Florenz, Leihende) | - Taylan Antalyalı (Vertrag wurde aufgelöst) - Ali Turap Bülbül (Ümraniyespor, Leihe) - Kerem Demirbay (Eyüpspor) - Baran Demiroğlu (Sarıyer SK) - Halil Dervişoğlu (Çaykur Rizespor, Leihe) - Przemysław Frankowski (Stade Rennes, Leihe) - Berat Luş (Esenler Erokspor, Leihe) - Dries Mertens (Karriere beendet) - Fernando Muslera (Estudiantes de La Plata) - Victor Osimhen (SSC Neapel; Leihende) - Mathias Ross (Vertrag wurde aufgelöst) |
| nach Saisonbeginn | |
| | - Derrick Köhn (1. FC Union Berlin) - Álvaro Morata (AC Mailand, Leihende) |

### Sportliche Leitung und Vereinsführung
| Name                                | Funktion                      |
| Trainer- und Betreuerstab           |                               |
| Okan Buruk                          | Cheftrainer                   |
| Ismael García Gómez                 | Co-Trainer                    |
| İrfan Saraloğlu                     | Co-Trainer                    |
| Fadıl Koşutan                       | Torwarttrainer                |
| Can Okuyucu                         | Torwarttrainer                |
| Kaan Arısoy                         | Leistungsdiagnostiker         |
| Gürkan Fuat Demir                   | Leistungsdiagnostiker         |
| Dursun Genç                         | Leistungsdiagnostiker         |
| Yusuf Köklü                         | Leistungsdiagnostiker         |
| Serhat Doğan                        | Videoanalyst                  |
| Can Mutlu                           | Videoanalyst                  |
| Yılmaz Yüksel                       | Videoanalyst                  |
| Yener İnce                          | Mannschaftsarzt               |
| Hasan Çelik                         | Zeugwarte                     |
| İlyas Gökçe                         | Zeugwarte                     |
| Veli Muğlı                          | Zeugwarte                     |
| Sportliche Leitung und Organisation |                               |
| vakant                              | Geschäftsführer Sport         |
| Präsidium/Vorstand                  |                               |
| Dursun Özbek                        | Vorstandsvorsitzender         |
| Abdullah Kavukcu                    | stellv. Vorstandsvorsitzender |
| Emir Aral                           | Mitglied des Präsidiums       |
| Fatih Süleyman Demircan             | Mitglied des Präsidiums       |
| Maruf Güneş                         | Mitglied des Präsidiums       |
| İbrahim Hatipoğlu                   | Mitglied des Präsidiums       |
| Emin İmanov                         | Mitglied des Präsidiums       |
| Nihat Kırmızı                       | Mitglied des Präsidiums       |
| Osman Kocaman                       | Mitglied des Präsidiums       |
| Metin Öztürk                        | Mitglied des Präsidiums       |
| Eray Yazgan                         | Mitglied des Präsidiums       |
| Niyazi Yelkencioğlu                 | Mitglied des Präsidiums       |

## Saison
Alle Ergebnisse aus Sicht von Galatasaray Istanbul. Die Tabelle listet alle Süper-Lig-Spiele des Vereins der Saison 2025/26 auf. Siege sind grün, Unentschieden gelb und Niederlagen rot markiert.

### Süper Lig
| ST | Datum           | Gegner                 | Ort                                      | Ergebnis  | Tor(e) für Galatasaray Istanbul                                                    | Karte(n) für Galatasaray Istanbul                              | Zuschauer |
| -- | --------------- | ---------------------- | ---------------------------------------- | --------- | ---------------------------------------------------------------------------------- | -------------------------------------------------------------- | --------- |
| 01 | 8. August 2025  | Gaziantep FK           | Gaziantep Stadyumu                       | 3:0 (3:0) | 1:0 Yılmaz (12. Foulelfmeter), 2:0 Elmalı (16.), 3:0 Yılmaz (45.+12' Foulelfmeter) | Sánchez (41.), Torreira (41.), Lemina (42.), Bardakcı (90.+3') |           |
| 02 | 15. August 2025 | Fatih Karagümrük SK    | Rams Park, Istanbul                      | 3:0 (1:0) | 1:0 Yılmaz (10.), 2:0 Kurucuk (74. Eigentor), 3:0 Icardi (87.)                     | keine                                                          |           |
| 03 | August 2025     | Kayserispor            | Kayseri Kadir Has Stadı                  | -:- (-:-) |                                                                                    |                                                                |           |
| 04 | August 2025     | Çaykur Rizespor        | Rams Park, Istanbul                      | -:- (-:-) |                                                                                    |                                                                |           |
| 05 | September 2025  | Eyüpspor               | Recep Tayyip Erdoğan Stadı, Istanbul     | -:- (-:-) |                                                                                    |                                                                |           |
| 06 | September 2025  | Konyaspor              | Rams Park, Istanbul                      | -:- (-:-) |                                                                                    |                                                                |           |
| 07 | September 2025  | Alanyaspor             | Kırbıyık Holding Stadyumu, Alanya        | -:- (-:-) |                                                                                    |                                                                |           |
| 08 | Oktober 2025    | Beşiktaş Istanbul      | Rams Park, Istanbul                      | -:- (-:-) |                                                                                    |                                                                |           |
| 09 | Oktober 2025    | Istanbul Başakşehir FK | Başakşehir Fatih Terim Stadı, Istanbul   | -:- (-:-) |                                                                                    |                                                                |           |
| 10 | Oktober 2025    | Göztepe Izmir          | Rams Park, Istanbul                      | -:- (-:-) |                                                                                    |                                                                |           |
| 11 | November 2025   | Trabzonspor            | Rams Park, Istanbul                      | -:- (-:-) |                                                                                    |                                                                |           |
| 12 | November 2025   | Kocaelispor            | Yıldız Entegre Kocaeli Stadyumu, İzmit   | -:- (-:-) |                                                                                    |                                                                |           |
| 13 | November 2025   | Gençlerbirliği Ankara  | Rams Park, Istanbul                      | -:- (-:-) |                                                                                    |                                                                |           |
| 14 | November 2025   | Fenerbahçe Istanbul    | Ülker Stadyumu, Istanbul                 | -:- (-:-) |                                                                                    |                                                                |           |
| 15 | Dezember 2025   | Samsunspor             | Rams Park, Istanbul                      | -:- (-:-) |                                                                                    |                                                                |           |
| 16 | Dezember 2025   | Antalyaspor            | Corendon Airlines Park, Antalya          | -:- (-:-) |                                                                                    |                                                                |           |
| 17 | Dezember 2025   | Kasımpaşa Istanbul     | Rams Park, Istanbul                      | -:- (-:-) |                                                                                    |                                                                |           |
| 18 | Januar 2026     | Gaziantep FK           | Rams Park, Istanbul                      | -:- (-:-) |                                                                                    |                                                                |           |
| 19 | Januar 2026     | Fatih Karagümrük SK    | Atatürk-Olympiastadion, Istanbul         | -:- (-:-) |                                                                                    |                                                                |           |
| 20 | Februar 2026    | Kayserispor            | Rams Park, Istanbul                      | -:- (-:-) |                                                                                    |                                                                |           |
| 21 | Februar 2026    | Çaykur Rizespor        | Çaykur Didi Stadı, Rize                  | -:- (-:-) |                                                                                    |                                                                |           |
| 22 | Februar 2026    | Eyüpspor               | Rams Park, Istanbul                      | -:- (-:-) |                                                                                    |                                                                |           |
| 23 | Februar 2026    | Konyaspor              | Medaş Konya Büyükşehir Belediye Stadyumu | -:- (-:-) |                                                                                    |                                                                |           |
| 24 | März 2026       | Alanyaspor             | Rams Park, Istanbul                      | -:- (-:-) |                                                                                    |                                                                |           |
| 25 | März 2026       | Beşiktaş Istanbul      | Beşiktaş Stadyumu, Istanbul              | -:- (-:-) |                                                                                    |                                                                |           |
| 26 | März 2026       | Istanbul Başakşehir FK | Rams Park, Istanbul                      | -:- (-:-) |                                                                                    |                                                                |           |
| 27 | März 2026       | Göztepe Izmir          | Gürsel Aksel Stadyumu, Izmir             | -:- (-:-) |                                                                                    |                                                                |           |
| 28 | April 2026      | Trabzonspor            | Papara Park Stadyumu, Trabzon            | -:- (-:-) |                                                                                    |                                                                |           |
| 29 | April 2026      | Kocaelispor            | Rams Park, Istanbul                      | -:- (-:-) |                                                                                    |                                                                |           |
| 30 | April 2026      | Gençlerbirliği Ankara  | Eryaman Stadyumu, Ankara                 | -:- (-:-) |                                                                                    |                                                                |           |
| 31 | April 2026      | Fenerbahçe Istanbul    | Rams Park, Istanbul                      | -:- (-:-) |                                                                                    |                                                                |           |
| 32 | Mai 2026        | Samsunspor             | Samsun 19 Mayıs Stadı                    | -:- (-:-) |                                                                                    |                                                                |           |
| 33 | Mai 2026        | Antalyaspor            | Rams Park, Istanbul                      | -:- (-:-) |                                                                                    |                                                                |           |
| 34 | Mai 2026        | Kasımpaşa Istanbul     | Recep Tayyip Erdoğan Stadı, Istanbul     | -:- (-:-) |                                                                                    |                                                                |           |

### TFF Süper Kupa 2025

#### Halbfinale
| Galatasaray Istanbul | Galatasaray Istanbul | Trabzonspor      | Trabzonspor |
| -------------------- | -------------------- | ---------------- | ----------- |
| Galatasaray Istanbul | \| Halbfinale \|     | \| Halbfinale \| | Trabzonspor |
| Halbfinale           |                      |                  |             |

### Freundschaftsspiele
Diese Tabelle führt die ausgetragenen Freundschaftsspiele auf.

| Datum          | Gegner           | Ort                               | Ergebnis  | Tor(e) für Galatasaray Istanbul                                                        | Karte(n) für Galatasaray Istanbul |
| -------------- | ---------------- | --------------------------------- | --------- | -------------------------------------------------------------------------------------- | --------------------------------- |
| 12. Juli 2025  | Ümraniyespor     | Ümraniye Şehir Stadyumu, Istanbul | 5:2 (2:1) | 1:0 Kutlu (7.), 2:1 Zaniolo (33.), 3:1 Köhn (59.), 4:2 Baltacı (69.), 5:2 Yüzgeç (86.) | keine                             |
| 20. Juli 2025  | Admira Wacker    | Raiffeisen Arena, Linz            | 2:1 (1:0) | 1:0 Köhn (10.), 2:0 Ünyay (57.)                                                        | keine                             |
| 23. Juli 2025  | Cagliari Calcio  | Raiffeisen Arena, Linz            | 3:1 (2:1) | 1:0 Sallai (20.), 2:0 Yılmaz (20.), 3:1 Ünyay (58.)                                    | keine                             |
| 26. Juli 2025  | Racing Straßburg | Rams Park, Istanbul               | 3:1 (1:0) | 1:0 Sallai (5.), 2:0 Yılmaz (50.), 3:0 Yılmaz (69.)                                    | Sallai (19.)                      |
| 2. August 2025 | Lazio Rom        | Rams Park, Istanbul               | 2:2 (1:2) | 1:0 Torreira (10.), 2:2 Torreira (10.)                                                 | keine                             |

## Statistiken

### Teamstatistik
| Wettbewerb            | Punkte | daheim | daheim | daheim | daheim | daheim | auswärts | auswärts | auswärts | auswärts | auswärts | Gesamt | Gesamt | Gesamt | Gesamt | Gesamt | Tordifferenz |
| Wettbewerb            | Punkte | Sp     | S      | U      | N      | TV     | Sp       | S        | U        | N        | TV       | Sp     | S      | U      | N      | TV     | Tordifferenz |
| --------------------- | ------ | ------ | ------ | ------ | ------ | ------ | -------- | -------- | -------- | -------- | -------- | ------ | ------ | ------ | ------ | ------ | ------------ |
| Süper Lig             | 6      | 1      | 1      | 0      | 0      | 3:0    | 1        | 1        | 0        | 0        | 3:0      | 2      | 2      | 0      | 0      | 6:0    | +6           |
| Türkiye Kupası        | –      | 0      | 0      | 0      | 0      | 0:0    | 0        | 0        | 0        | 0        | 0:0      | 0      | 0      | 0      | 0      | 0:0    | ±0           |
| UEFA Champions League | –      | 0      | 0      | 0      | 0      | 0:0    | 0        | 0        | 0        | 0        | 0:0      | 0      | 0      | 0      | 0      | 0:0    | ±0           |
| Gesamt                | 6      | 1      | 1      | 0      | 0      | 3:0    | 1        | 1        | 0        | 0        | 3:0      | 2      | 2      | 0      | 0      | 6:0    | +6           |

### Saisonverlauf
| Spieltag | 1 | 2 | 3 | 4 | 5 | 6 | 7 | 8 | 9 | 10 | 11 | 12 | 13 | 14 | 15 | 16 | 17 | 18 | 19 | 20 | 21 | 22 | 23 | 24 | 25 | 26 | 27 | 28 | 29 | 30 | 31 | 32 | 33 | 34 |
| -------- | - | - | - | - | - | - | - | - | - | -- | -- | -- | -- | -- | -- | -- | -- | -- | -- | -- | -- | -- | -- | -- | -- | -- | -- | -- | -- | -- | -- | -- | -- | -- |
| Spielort | A | H | A | H | A | H | A | H | A | H  | H  | A  | H  | A  | H  | A  | H  | H  | A  | H  | A  | H  | A  | H  | A  | H  | A  | A  | H  | A  | H  | A  | H  | A  |
| Resultat | S | S |   |   |   |   |   |   |   |    |    |    |    |    |    |    |    |    |    |    |    |    |    |    |    |    |    |    |    |    |    |    |    |    |
| Platz    |   |   |   |   |   |   |   |   |   |    |    |    |    |    |    |    |    |    |    |    |    |    |    |    |    |    |    |    |    |    |    |    |    |    |

Quelle: https://www.transfermarkt.de/galatasaray-istanbul/spielplan/verein/141/saison_id/2025
Legende: Spielort: H = Heim; A = Auswärts. Resultat: S = Sieg; U = Unentschieden; N = Niederlage

### Tabelle
| Pl.                    | Verein                      | Sp. | S | U | N | Tore    | Diff. | Punkte |
| ---------------------- | --------------------------- | --- | - | - | - | ------- | ----- | ------ |
| 1.                     | Galatasaray Istanbul (M, P) | 2   | 2 | 0 | 0 | 006:000 | +6    | 06     |
| 2.                     | Konyaspor                   | 1   | 1 | 0 | 0 | 004:100 | +3    | 03     |
| 3.                     | Göztepe Izmir               | 1   | 1 | 0 | 0 | 003:000 | +3    | 03     |
| 4.                     | Beşiktaş Istanbul           | 1   | 1 | 0 | 0 | 002:100 | +1    | 03     |
| Stand: 15. August 2025 |                             |     |   |   |   |         |       |        |

Platzierungskriterien: 1. Punkte – 2. Direkter Vergleich (Punkte, Tordifferenz, geschossene Tore) – 3. Tordifferenz – 4. geschossene Tore

| Zum Saisonende 2025/26: |
| Türkischer Meister und Teilnahme an der Ligaphase der UEFA Champions League 2026/27 Teilnehmer der 3. Qualifikationsrunde zur UEFA Champions League 2026/27 Teilnehmer der Play-offs zur UEFA Europa League 2026/27 Teilnehmer der 2. Qualifikationsrunde zur UEFA Europa League 2026/27 |

### Spielerstatistiken
| Spieler             | Süper Lig | Süper Lig | Süper Lig   | Süper Lig  | Türkiye Kupası / Süper Kupa | Türkiye Kupası / Süper Kupa | Türkiye Kupası / Süper Kupa | Türkiye Kupası / Süper Kupa | Champions League | Champions League | Champions League | Champions League | Total    | Total | Total       | Total      |
| Spieler             | Einsätze  | Tore      | Gelbe Karte | Rote Karte | Einsätze                    | Tore                        | Gelbe Karte                 | Rote Karte                  | Einsätze         | Tore             | Gelbe Karte      | Rote Karte       | Einsätze | Tore  | Gelbe Karte | Rote Karte |
| ------------------- | --------- | --------- | ----------- | ---------- | --------------------------- | --------------------------- | --------------------------- | --------------------------- | ---------------- | ---------------- | ---------------- | ---------------- | -------- | ----- | ----------- | ---------- |
| Yunus Akgün         | 2         | 0         | 0           | 0          | 0                           | 0                           | 0                           | 0                           | 0                | 0                | 0                | 0                | 2        | 0     | 0           | 0          |
| Efe Akman           | 0         | 0         | 0           | 0          | 0                           | 0                           | 0                           | 0                           | 0                | 0                | 0                | 0                | 0        | 0     | 0           | 0          |
| Eyüp Aydın          | 0         | 0         | 0           | 0          | 0                           | 0                           | 0                           | 0                           | 0                | 0                | 0                | 0                | 0        | 0     | 0           | 0          |
| Kaan Ayhan          | 2         | 0         | 0           | 0          | 0                           | 0                           | 0                           | 0                           | 0                | 0                | 0                | 0                | 2        | 0     | 0           | 0          |
| Metehan Baltacı     | 0         | 0         | 0           | 0          | 0                           | 0                           | 0                           | 0                           | 0                | 0                | 0                | 0                | 0        | 0     | 0           | 0          |
| Abdülkerim Bardakcı | 2         | 0         | 1           | 0          | 0                           | 0                           | 0                           | 0                           | 0                | 0                | 0                | 0                | 2        | 0     | 1           | 0          |
| Carlos Cuesta       | 0         | 0         | 0           | 0          | 0                           | 0                           | 0                           | 0                           | 0                | 0                | 0                | 0                | 0        | 0     | 0           | 0          |
| Yusuf Demir         | 0         | 0         | 0           | 0          | 0                           | 0                           | 0                           | 0                           | 0                | 0                | 0                | 0                | 0        | 0     | 0           | 0          |
| Eren Elmalı         | 2         | 1         | 0           | 0          | 0                           | 0                           | 0                           | 0                           | 0                | 0                | 0                | 0                | 2        | 1     | 0           | 0          |
| Gökdeniz Gürpüz     | 0         | 0         | 0           | 0          | 0                           | 0                           | 0                           | 0                           | 0                | 0                | 0                | 0                | 0        | 0     | 0           | 0          |
| Günay Güvenç        | 2         | 0         | 0           | 0          | 0                           | 0                           | 0                           | 0                           | 0                | 0                | 0                | 0                | 2        | 0     | 0           | 0          |
| Mauro Icardi        | 1         | 1         | 0           | 0          | 0                           | 0                           | 0                           | 0                           | 0                | 0                | 0                | 0                | 1        | 1     | 0           | 0          |
| Ismail Jakobs       | 2         | 0         | 0           | 0          | 0                           | 0                           | 0                           | 0                           | 0                | 0                | 0                | 0                | 2        | 0     | 0           | 0          |
| Elias Jelert        | 0         | 0         | 0           | 0          | 0                           | 0                           | 0                           | 0                           | 0                | 0                | 0                | 0                | 0        | 0     | 0           | 0          |
| Berkan Kutlu        | 1         | 0         | 0           | 0          | 0                           | 0                           | 0                           | 0                           | 0                | 0                | 0                | 0                | 1        | 0     | 0           | 0          |
| Ahmed Kutucu        | 0         | 0         | 0           | 0          | 0                           | 0                           | 0                           | 0                           | 0                | 0                | 0                | 0                | 0        | 0     | 0           | 0          |
| Mario Lemina        | 2         | 0         | 1           | 0          | 0                           | 0                           | 0                           | 0                           | 0                | 0                | 0                | 0                | 2        | 0     | 1           | 0          |
| Victor Osimhen      | 1         | 0         | 0           | 0          | 0                           | 0                           | 0                           | 0                           | 0                | 0                | 0                | 0                | 1        | 0     | 0           | 0          |
| Roland Sallai       | 2         | 0         | 0           | 0          | 0                           | 0                           | 0                           | 0                           | 0                | 0                | 0                | 0                | 2        | 0     | 0           | 0          |
| Davinson Sánchez    | 2         | 0         | 1           | 0          | 0                           | 0                           | 0                           | 0                           | 0                | 0                | 0                | 0                | 2        | 0     | 1           | 0          |
| Leroy Sané          | 2         | 0         | 0           | 0          | 0                           | 0                           | 0                           | 0                           | 0                | 0                | 0                | 0                | 2        | 0     | 0           | 0          |
| Gabriel Sara        | 2         | 0         | 0           | 0          | 0                           | 0                           | 0                           | 0                           | 0                | 0                | 0                | 0                | 2        | 0     | 0           | 0          |
| Lucas Torreira      | 2         | 0         | 1           | 0          | 0                           | 0                           | 0                           | 0                           | 0                | 0                | 0                | 0                | 2        | 0     | 1           | 0          |
| Arda Ünyay          | 1         | 0         | 0           | 0          | 0                           | 0                           | 0                           | 0                           | 0                | 0                | 0                | 0                | 1        | 0     | 0           | 0          |
| Barış Alper Yılmaz  | 2         | 3         | 0           | 0          | 0                           | 0                           | 0                           | 0                           | 0                | 0                | 0                | 0                | 2        | 3     | 0           | 0          |
| Jankat Yılmaz       | 0         | 0         | 0           | 0          | 0                           | 0                           | 0                           | 0                           | 0                | 0                | 0                | 0                | 0        | 0     | 0           | 0          |
| Nicolò Zaniolo      | 2         | 0         | 0           | 0          | 0                           | 0                           | 0                           | 0                           | 0                | 0                | 0                | 0                | 2        | 0     | 0           | 0          |

Stand: 15. August 2025

### Zuschauerzahlen

#### Süper Lig
| Rams Park               | 53.978 | 0 | 0 | 0 % | 0 | 0 |
| Stand: vor Saisonbeginn |        |   |   |     |   |   |

#### Champions League
| Ali Sami Yen Spor Kompleksi | 53.978 | 0 | 0 | 0 % | 0 | 0 |
| Stand: vor Saisonbeginn     |        |   |   |     |   |   |

## Sponsoren

### Süper Lig
| Brustsponsor    | Rückensponsor | Ärmelsponsoren            | Hosensponsor  | Hüftsponsor | Ausstatter |
| --------------- | ------------- | ------------------------- | ------------- | ----------- | ---------- |
| Pasifik Holding |               | Arkham Intelligence Misli | Lydia Holding |             | Puma       |

### Champions League
| Brustsponsor | Ärmelsponsor | Ausstatter |
| ------------ | ------------ | ---------- |
|              |              | Puma       |